# Granger Hall
Granger Errol Hall (Newark, 18 giugno 1962) è un ex cestista statunitense, professionista in Spagna.

## Carriera
È stato selezionato dai Phoenix Suns al quarto giro del Draft NBA 1985 (78ª scelta assoluta).

## Palmarès
- Liga catalana: 1

Manresa: 1997